# Stazione di San Vincenzo
La stazione di San Vincenzo è una stazione ferroviaria a servizio del comune di San Vincenzo sulla linea Livorno-Roma.
Da questa so dirama la linea merci San Vincenzo-San Carlo.
La gestione degli impianti è affidata a Rete Ferroviaria Italiana che classifica questa stazione come "Silver".

## Storia
La stazione venne aperta nel 1863 con l'inaugurazione del tratto Vada-Follonica della Ferrovia Maremmana.

## Strutture ed impianti

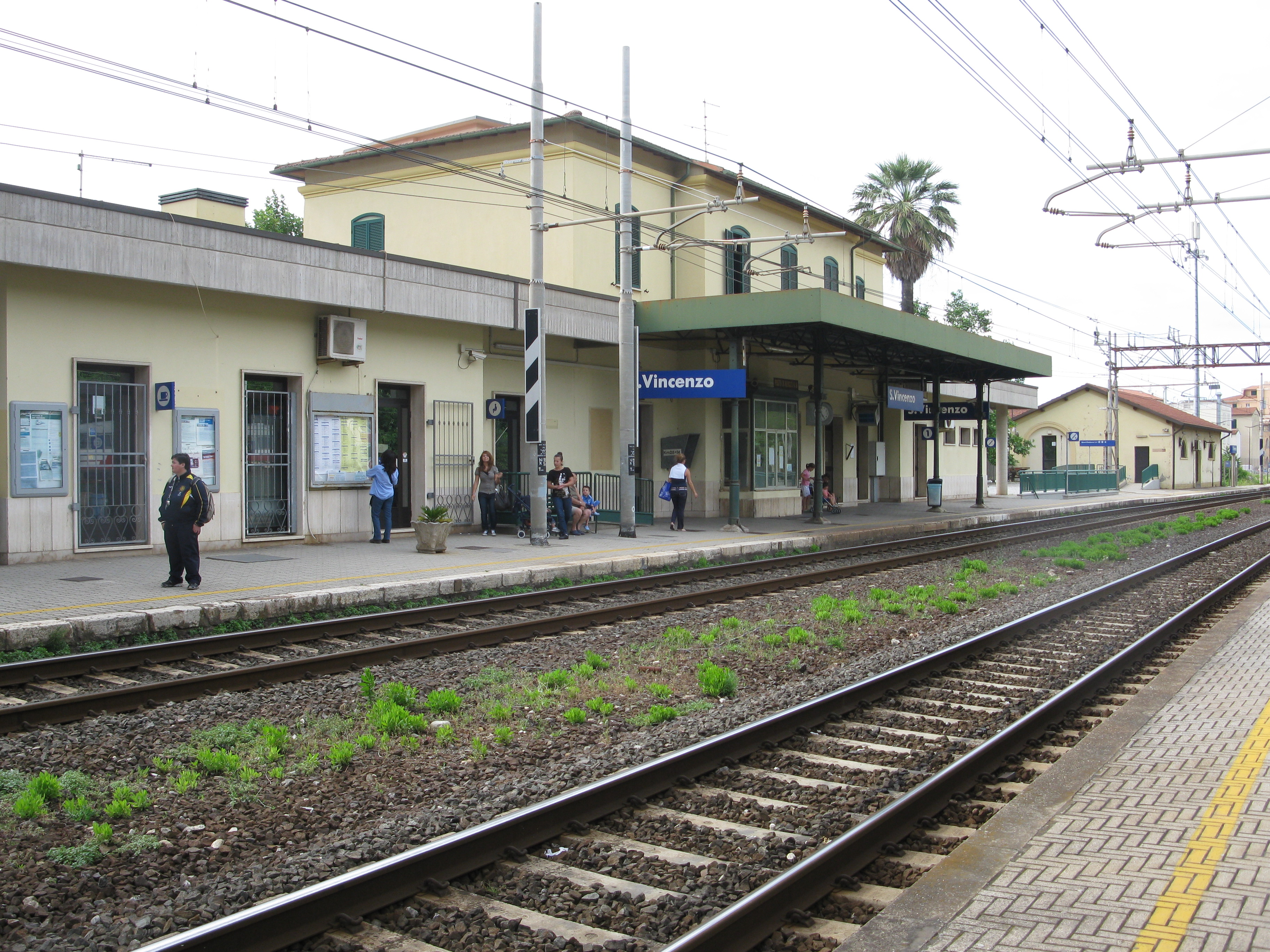
Lato ferrovia del fabbricato viaggiatori

Il fabbricato viaggiatori si compone su due piani; dal fabbricato principale partono due altri fabbricati ad un solo piano costruiti in epoca successiva.
La stazione disponeva di uno scalo merci a nord della stazione che comprendeva anche un magazzino merci. Oggi questo scalo è stato completamente smantellato ad eccezione del magazzino ed è stato sostituito da un altro scalo merci ad est dove però non è presente un magazzino.

## Caratteristiche
La stazione dispone di 3 binari passeggeri e 2 (di cui uno tronco) per i treni merci. 
Il primo binario viene usato per i treni in direzione Pisa e Firenze, al secondo binario fermano i treni per Campiglia Marittima, Grosseto e Roma mentre il binario 3 viene usato per le eventuali precedenze fra treni.
Tutti i binari destinati al servizio passeggeri sono dotati di banchina con pensilina e ascensori, e sono collegati fra loro da un sottopassaggio.

Gli spazi antistanti lo scalo merci ospitano anche una BTS del servizio GSM-R di RFI.

## Servizi
La stazione dispone di una piccola sala di attesa, biglietterie self-service e dei bagni pubblici. Prima della riqualificazione della stazione erano però a disposizione dei passeggeri una sala d'attesa più grande con annessa biglietteria ma, a causa di alcuni atti vandalici Trenitalia e Rete Ferroviaria Italiana hanno chiuso tutti questi spazi e hanno ceduto al comune i locali che erano prima della biglietteria e della sala di attesa.
Successivamente il comune ha ristrutturato i locali e li ha trasformati in un ufficio informazioni turistiche aperto solo l'estate.
I servizi rimanenti sono stati spostati all'esterno del fabbricato viaggiatori sulla parete Sud. Oggi la stazione dispone di:
- Biglietteria self-service (solo biglietti regionali)[3]
- Bar
- Parcheggio auto e bici[3]
- Sottopassaggio
- Capolinea autolinee ATM[3]
- Stazione video sorvegliata

## Movimento

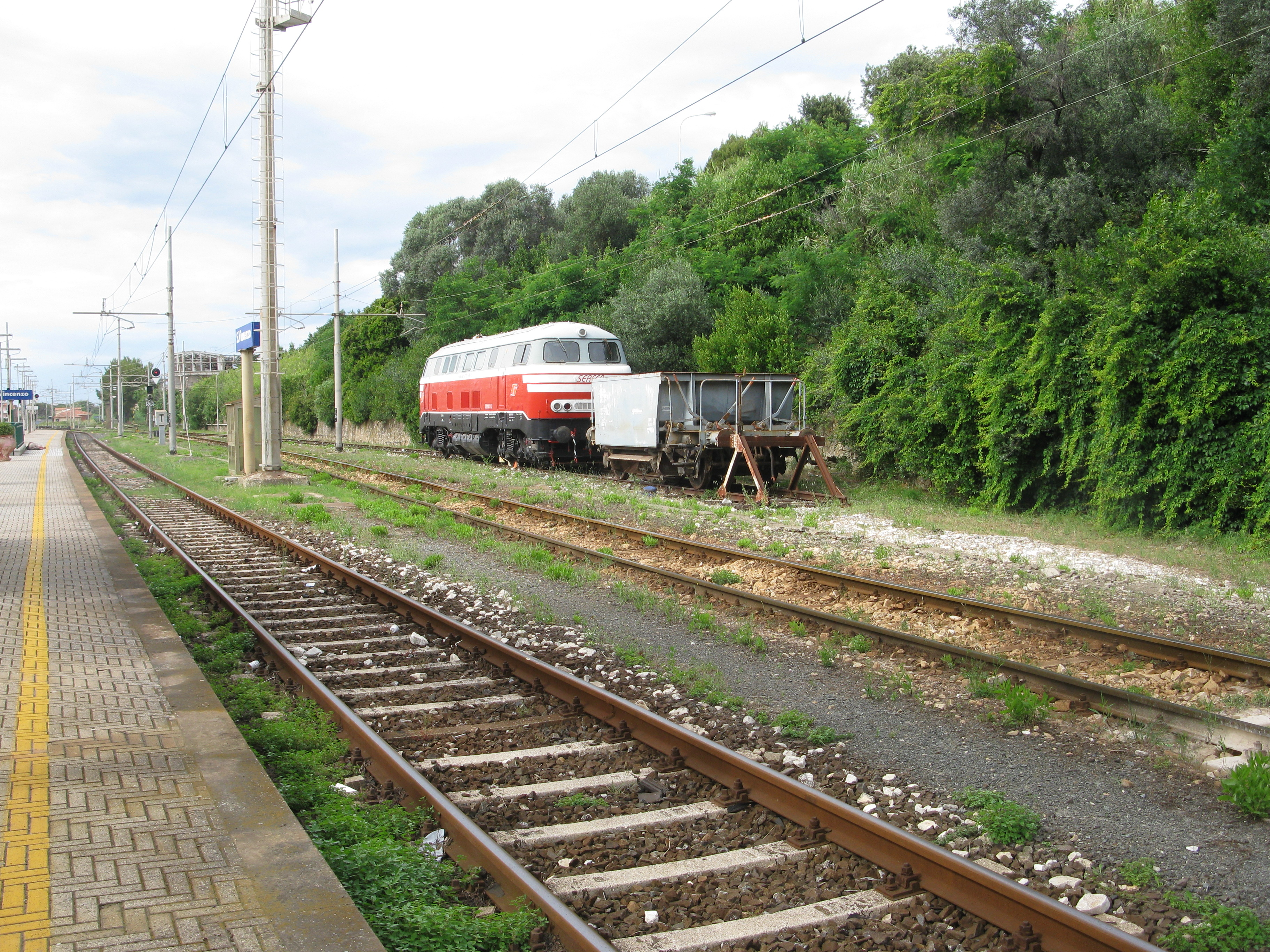
Scalo merci

### Passeggeri
La stazione è movimentata, specialmente nel periodo estivo, in quanto San Vincenzo è una nota località balneare della Costa degli Etruschi; secondo RFI, al 2007 il flusso passeggeri (divisione regionale) di questa stazione era di 400 persone circa al giorno. Durante l'inverno è movimentata invece da studenti e pendolari.
In questa stazione fermano solo treni regionali. Dispone anche di monitor per la segnalazione in tempo reale dei treni in arrivo e in partenza.

### Movimento merci
La stazione ha un ruolo importante nel movimento delle merci, per lo stabilimento della Solvay Group posta a Rosignano, in quanto il calcare destinato alla fabbrica viene estratto dalla vicina montagna. Il prodotto estratto nella zona collinare di San Carlo viene caricato su appositi treni merci già nella zona di cava e trasportato a Rosignano Solvay per mezzo della ferrovia San Carlo-San Vincenzo e poi attraverso la direttrice Tirrenica, dove viene poi effettuata la lavorazione del carbonato di sodio.

## Galleria d'immagini

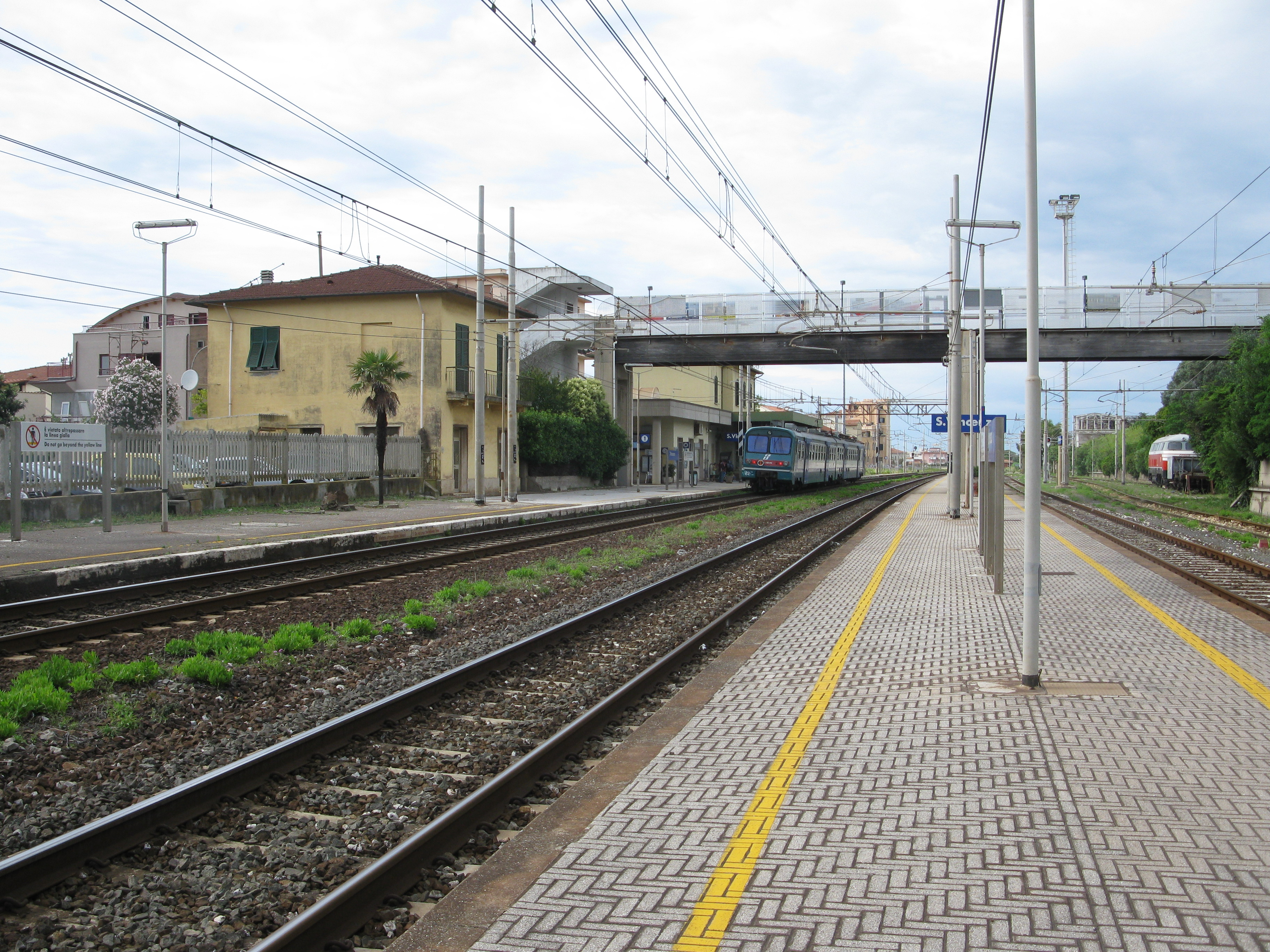
Piazzale binari
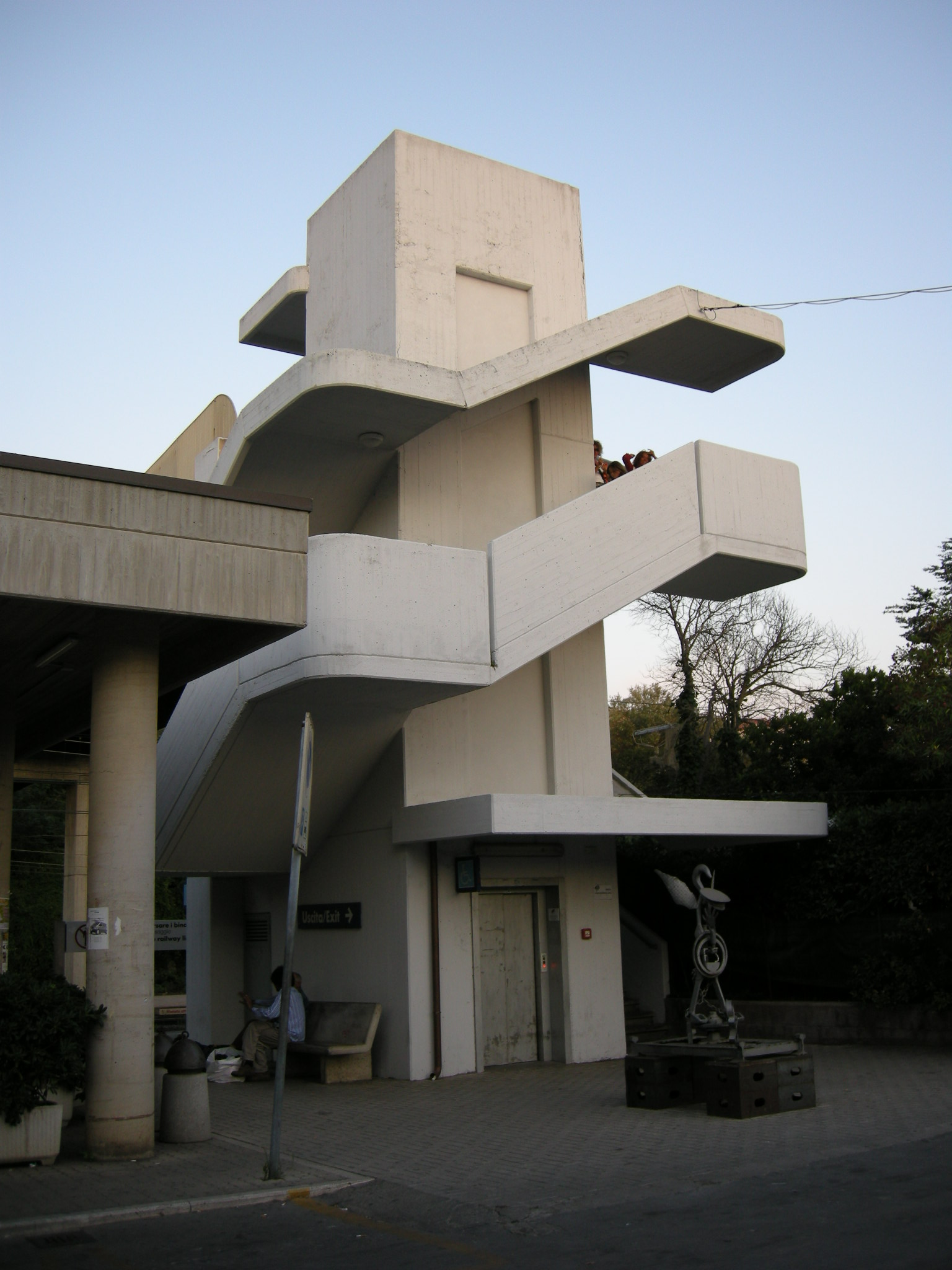
Soprapassaggio
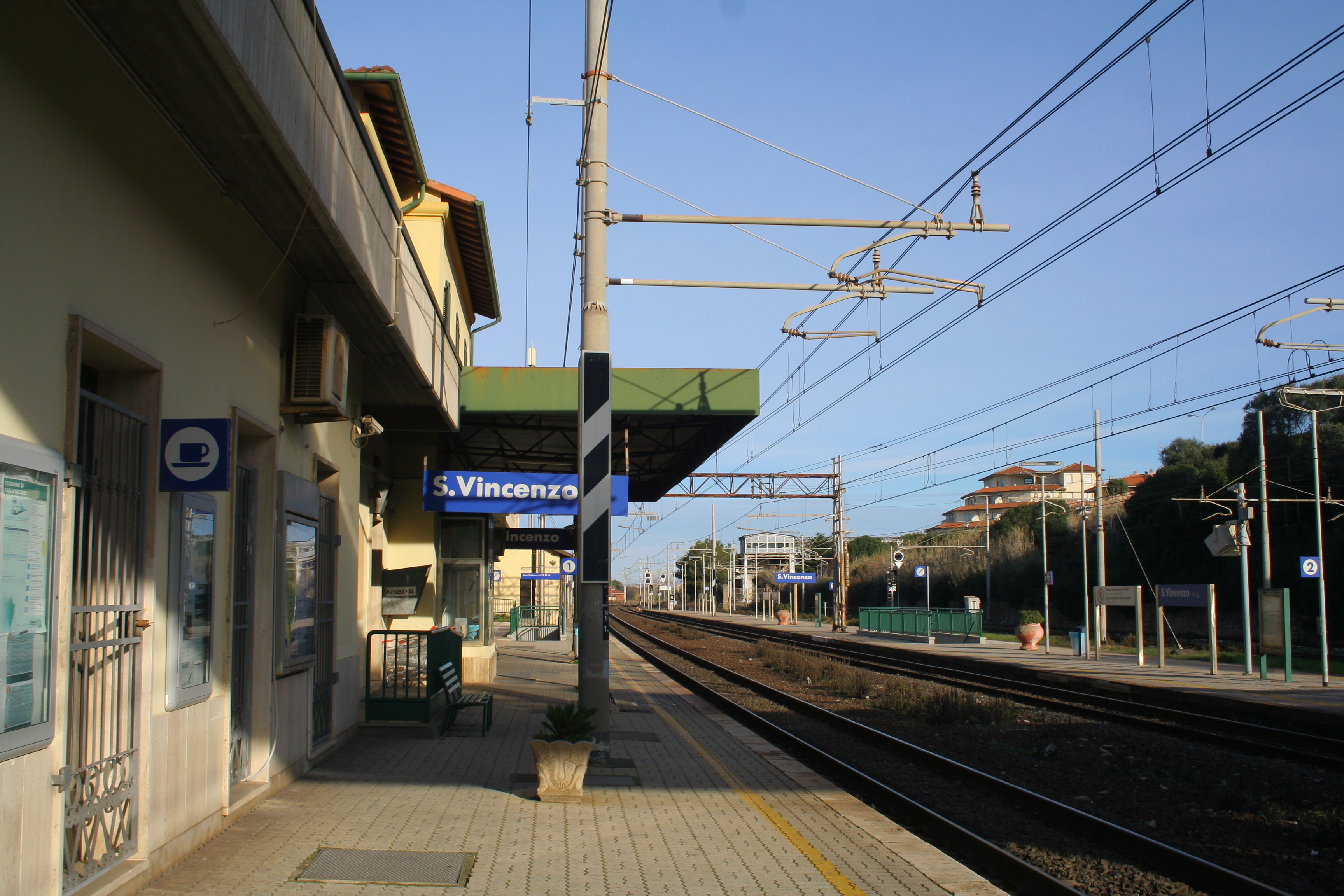
Binari
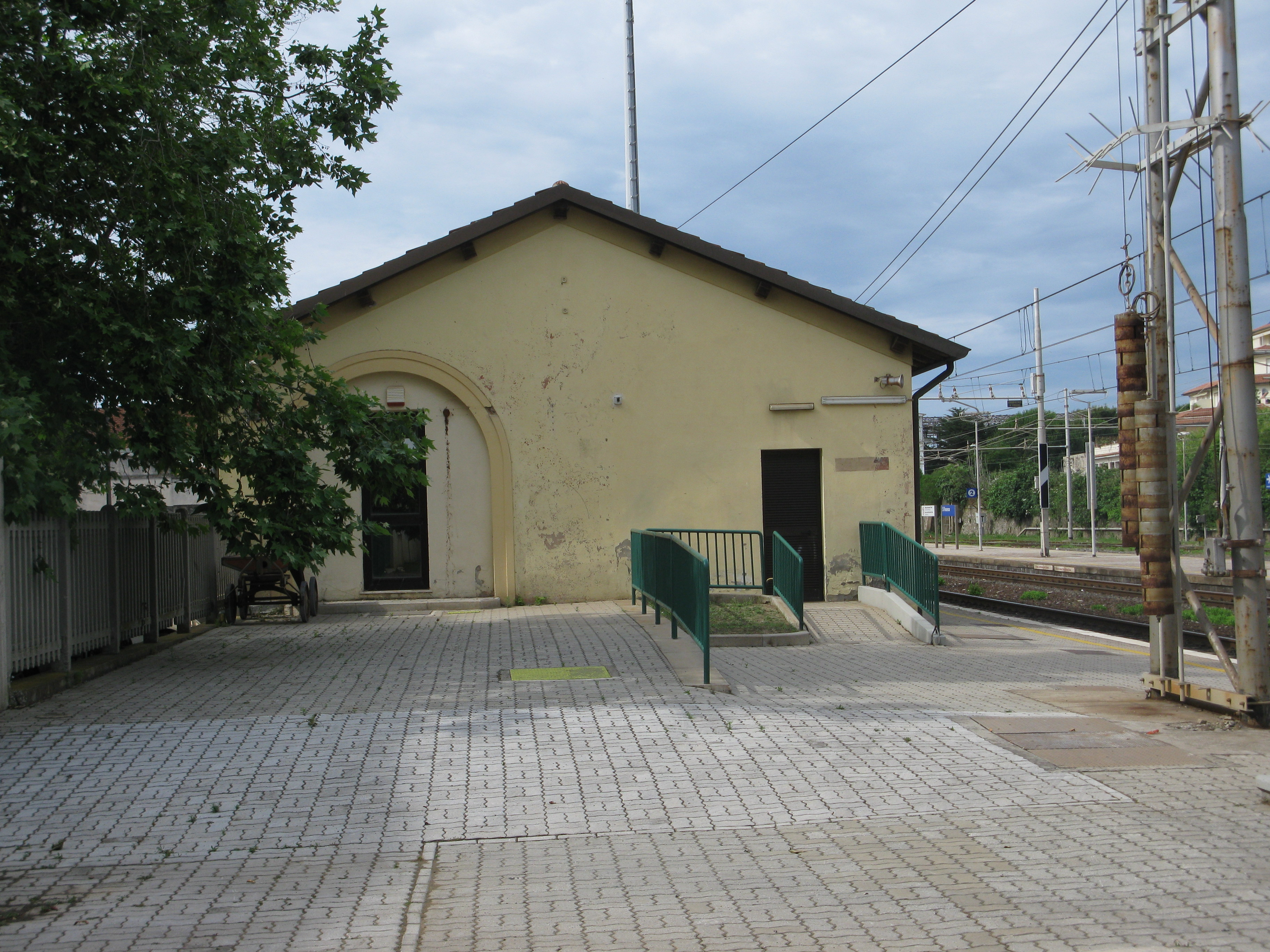
Ex magazzino merci